# Frena pallidipes
Frena pallidipes är en stekelart som först beskrevs av William Harris Ashmead 1905.  Frena pallidipes ingår i släktet Frena och familjen puppglanssteklar. Inga underarter finns listade i Catalogue of Life.